# Winner (2024)
Winner ist eine kanadisch-amerikanische Filmbiografie der Filmemacherin Susanna Fogel über die Whistleblowerin Reality Winner.
Die Dramödie feierte ihre Premiere am 20. Januar 2024 auf dem 40. Sundance Film Festival.
Der Film ist nach Reality aus dem Jahr 2023 der zweite Film, der die Verhaftung und Verurteilung Winners wegen Weitergabe nachrichtendienstlicher Informationen zur russischen Einflussnahme auf den US-Wahlkampf 2016 an die Nachrichtenwebseite The Intercept thematisiert.

## Handlung
Reality Winner (Emilia Jones), eine brillante, sarkastische, junge Außenseiterin aus Texas wollte immer nur eins: Gerechtigkeit. Das führt die sprachbegabte junge Frau zunächst zur U.S. Air Force, wo sie als Übersetzerin tätig wird. Sie erlebt, wie Edward Snowden als Whistleblower die Geheimdienste der USA vor den Kopf stößt. Als sie feststellt, dass die NSA Übersetzer für afghanische und pakistanische Sprachen sucht, bewirbt sie sich dort und wird sofort genommen.
Reality Winner erfährt 2017 von Dokumenten, die massive russische Hackerangriffe während der US-Präsidentschaftswahlen 2016 bestätigen, obwohl die Regierung dies leugnet. Da die NSA diese Information geheim hält, beschließt sie, diese öffentlich zu machen. Doch damit gerät die Whistleblowerin ins Visier des FBI. Kurze Zeit später wird sie verhaftet und wegen der Weitergabe nachrichtendienstlicher Informationen verurteilt.

## Produktion
Spätestens im Oktober 2022 hatten die Dreharbeiten begonnen, die rund um Winnipeg, bei Selkirk, Stonewall und anderswo in der kanadischen Provinz Manitoba stattfanden.
Nach dem Film Cat Person ist der Film Winner die zweite Zusammenarbeit zwischen der Regisseurin Fogel und der Hauptdarstellerin Emilia Jones.
Die deutsche Synchronisation entstand nach einem Dialogbuch und der Dialogregie von Elke Weber-Moore im Auftrag der EVA Studios Germany GmbH in Berlin.

## Auszeichnungen
Society of Composers & Lyricists Awards 2025
- Nominierung für die Beste Filmmusik – Independent-Film (Heather Mcintosh)[8]